# Traktamente
Traktamente är en ekonomisk ersättning för att täcka de ökade levnadskostnaderna som uppstår i samband med tjänsteresor, det vill säga utgifter för logi, högre måltidskostnader än vanligt och diverse småutgifter. Denna ersättning kan betalas ut av arbetsgivaren till den anställde utan skatteplikt, förutsatt att beloppet underskrider en viss fastställd gräns. Om man inte fått traktamente av arbetsgivaren får man dra av samma summa i deklarationen. Beskrivningarna nedan är skrivna med globalt perspektiv och beskriver regler för de som är bosatta och skattskyldiga i respektive land, inte regler för svenskar som besöker de olika länderna.

## Regler i Sverige
Denna gräns är enligt svenska regler 230 kr (år 2018) om övernattning skett i Sverige, och en varierande, oftast högre gräns om övernattning skett utanför Sverige. Beloppen bygger på vad det kostar att äta på restaurang av normal standard i respektive land. Gränsen för Norge är till exempel 823kr (2018). Gränsen påverkas inte av vad maten faktiskt kostat, så länge man betalat själv.
Om någon annan än personen själv, till exempel arbetsgivaren eller en leverantör, betalat en måltid minskas traktamentet med hänvisning till att den anställde då inte haft några ökade måltidsutgifter. Om till exempel en norsk leverantör bjuder på lunch i personalmatsalen ska traktamentet minskas med 35%, det vill säga 288 kr (2018), oberoende av vad lunchen kostade. Avdrag för måltid görs dock inte när kosten ingår obligatoriskt i biljettpriset vid transport. Om arbetsgivaren betalat ska man dessutom ta upp det som en löneförmån, undantaget hotellfrukost, flygplanslunch och liknande "mat på köpet", och representation.
Kostnader för logi får också ersättas skattefritt med verklig kostnad. Har man bott gratis hos exempelvis en vän eller släkting får företaget skattefritt ersätta den anställde för detta med 110 kr (2012).
För att traktamente skall betalas ut måste övernattningen ha skett minst 50 km från hemmet.
Om man befinner sig i flera länder under samma dag tilldelas traktamente för det land där man tillbringade längst tid mellan 06:00 på morgonen och 24:00 på kvällen. Tid på ett flygplan eller båt räknas i så fall inte, utan endast timmarna på fast mark.

## Regler i Finland
Man får ta emot upp till 36 € per dygn vid tjänsteresor inom Finland, och 16 € för del av dygn (resor kortare än 10h). För utlandsresor är maxbeloppet högre, och beloppet är beroende på land. Exempel: Sverige 68 €, Japan 83 € samt Bolivia 29 € (2012 års nivå).
Då man får måltider betalda minskas beloppet till hälften. Systemet är dock mer generöst än i exempelvis Sverige; det är först vid två betalda måltider under samma dygn som beloppet reduceras.

## Regler i Tyskland
Man får ta emot upp till 24 € per full 24-timmarsperiod vid tjänsteresor inom Tyskland (2008). Lägre för delar av dygn. Högre för utlandsresor.

## Regler i USA
Man har rätt till att ta upp till 75$ per dygn som inneburit övernattning, förutsatt att man då befunnit sig minst 50 miles/(80 km) eller mer ifrån sitt hem. En större ersättning har man rätt till med kvitto på en rimlig summa. Ersättningen kallas på engelska för "Per diem", vilket översatt på svenska betyder "Per dygn".